# Liste des routes d'État de Caroline du Nord
Les routes d'État en Caroline du Nord sont entretenues par le North Carolina Department of Transportation (NCDOT).

## Liste des routes d'État
Lorsqu'il a d'abord été établi dans les années 1920, le réseau de routes d'État était hautement organisé: les routes à deux chiffres se terminant par "0" étaient des routes traversant l'État et les autres routes à deux chiffres étaient des embranchements des routes principales (par exemple, la NC 54 était une branche de la NC 50). Les routes à trois chiffres étaient des routes de moindre importance apparentées aux route à deux chiffres (par exemple, la NC 541 était une route auxiliaire de la NC 54).
Depuis sa mise en place, certaines routes ont été éliminées, d'autres ont été combinées ou renumérotées. Il y a eu quatre moments principaux ayant conduit à de nombreux changements : 1933–1934: élimination des doublons entre les routes d'état et les US Routes; 1937: renumérotation des routes afin qu'elles soient contigües avec celles de Caroline du Sud; 1940: renumérotation des routes afin qu'elles soient contigües avec celles de Virginie; 1961: renumérotation des routes afin d'éviter qu'une route ne partage une numérotation avec une autoroute inter-état. En raison de ces nombreux changements, le système original de numérotation a été largement éclipsé.
| Numéro       | Longueur (mi) | Longueur (km) | Terminus sud / ouest                               | Terminus nord / est                                     | Créée    | Notes                                                                                               |
| ------------ | ------------- | ------------- | -------------------------------------------------- | ------------------------------------------------------- | -------- | --------------------------------------------------------------------------------------------------- |
| NC 2         | 5,50          | 8,90          | NC 5 à Pinehurst                                   | US 1 à Southern Pines                                   | 1934     | |
| NC 3         | 27,00         | 43,50         | US 601 à Concord                                   | NC 152 in Mooresville                                   | 2002     | |
| NC 4         | 34,70         | 55,80         | US 301 à Rocky Mount                               | US 158 / NC 903 à Littleton                             | 1934     | |
| NC 5         | 8,30          | 13,40         | Bethesda Road à Aberdeen                           | NC 211 à Pinehurst                                      | 1934     | |
| NC 7         | 12,10         | 19,50         | US 321 à Gastonia                                  | US 29 / US 74 à Belmont                                 | 1932     | |
| NC 8         | 94,60         | 152,20        | US 52 à New London                                 | SR 8 à la frontière avec la Virginie                    | 1930     | |
| NC 9         | 46,50         | 74,80         | SC 9 à la frontière avec la Caroline du Sud        | Montreat Road à Montreat                                | 1938     | |
| NC 10        | 48,30         | 77,70         | NC 226 à Polkville                                 | I-40 près de Catawba                                    | 1921     | La majorité de la route originale a été remplacée par la US 19, la US 70 et la NC 81 en 1934        |
| NC 11        | 193,20        | 310,90        | US 74 / US 76 à Bolton                             | US 258 / US 158 Bus. à Murfreesboro                     | 1921     | |
| NC 12        | 148,00        | 238,20        | US 70 à Sea Level                                  | Rampe d'accès à North Beach à Corolla                   | 1962     | |
| NC 14        | 17,10         | 27,50         | US 29 près de Reidsville                           | SR 87 à la frontière avec la Virginie                   | 1940     | |
| NC 16        | 143,80        | 231,40        | NC 75 à Waxhaw                                     | SR 16 à la frontière avec la Virginie                   | 1921     | |
| NC 18        | 145,50        | 234,20        | SC 18 à la frontière avec la Caroline du Sud       | NC 89 à Lowgap                                          | 1921     | |
| NC 20        | 28,60         | 46,00         | US 401 Bus. / NC 211 à Raeford                     | NC 87 près de Tar Heel                                  | 1934     | |
| NC 22        | 59,40         | 95,60         | NC 2 à Southern Pines                              | NC 62 à Climax                                          | 1934     | |
| NC 24        | 278,00        | 447,40        | I-485 à Charlotte                                  | US 70 à Morehead City                                   | 1921     | Plus longue route d'état                                                                            |
| NC 27        | 198,00        | 318,70        | NC 10 à Toluca                                     | US 301 / NC 50 / NC 242 à Benson                        | 1921     | |
| NC 28        | 81,20         | 130,70        | SR 28 à la frontière avec la Géorgie               | US 129 à Deals Gap                                      | 1938     | |
| NC 30        | 15,00         | 24,10         | US 13 / NC 11 à Bethel                             | US 264 à Pactolus                                       | 1975     | |
| NC 32        | 103,50        | 166,60        | US 17 Bus. à Washington                            | SR 32 à la frontière avec la Virginie                   | 1921     | |
| NC 33        | 109,60        | 176,40        | NC 4 / NC 48 près de Red Oak                       | Hobucken School Road à Hobucken                         | 1929     | |
| NC 34        | 9,20          | 14,80         | US 158 près de Camden                              | NC 168 près de Currituck                                | 1979     | |
| NC 35        | 20,50         | 33,00         | NC 305 près de Woodland                            | SR 35 à la frontière avec la Virginie                   | 1940     | |
| NC 36        | 10,59         | 17,04         | NC 50 / NC 42 à Garner                             | US 70 Bus / NC 42 à Clayton                             | proposée | Future numérotation pour la NC 42 à Clayton afin d'éviter la confusion avec la future I-42          |
| NC 37        | 48,30         | 77,70         | US 64 à St. Johns                                  | US 13 à Drum Hill                                       | 1934     | |
| NC 38        | 5,50          | 8,90          | SC 38 à la frontière avec la Caroline du Sud       | US 74 Bus. à Hamlet                                     | 1937     | |
| NC 39        | 78,60         | 126,50        | US 70 / US 301 / NC 96 à Selma                     | SR 719 à la frontière avec la Virginie                  | 1934     | |
| NC 41        | 141,10        | 227,10        | SC 41 à la frontière avec la Caroline du Sud       | US 70 à Cove City                                       | 1928     | |
| NC 42        | 223,30        | 359,40        | I-73 / I-74 / US 220 à Asheboro                    | NC 45 à Colerain                                        | 1921     | Le segment à Clayton sera renuméroté NC 36                                                          |
| NC 43        | 119,80        | 192,80        | US 17 / US 70 à New Bern                           | NC 58 à Warrenton                                       | 1928     | |
| NC 45        | 121,70        | 195,90        | NC 12 à Ocracoke                                   | US 13 / US 158 près de Winton                           | 1940     | |
| NC 46        | 16,90         | 27,20         | SR 46 à la frontière avec la Virginie              | US 301 près de Garysburg                                | 1930     | |
| NC 47        | 24,30         | 39,10         | I-85 Bus. / US 29 / US 52 / US 70 à Lexington      | NC 49 près de Denton                                    | 1972     | |
| NC 48        | 53,50         | 86,10         | US 301 Bus. à Rocky Mount                          | US 301 à Pleasant Hill                                  | 1934     | |
| NC 49        | 177,80        | 286,10        | SC 49 à la frontière avec la Caroline du Sud       | SR 49 / SR 96 à la frontière avec la Virginie           | 1934     | |
| NC 50        | 164,20        | 264,30        | Florida Avenue à Topsail Beach                     | US 15 / NC 56 à Creedmoor                               | 1935     | |
| NC 51        | 22,20         | 35,70         | SC 51 à la frontière avec la Caroline du Sud       | NC 24 à Mint Hill                                       | 1934     | |
| NC 53        | 126,70        | 203,90        | NC 24 / NC 210 à Fayetteville                      | Gum Branch Road à Jacksonville                          | 1923     | |
| NC 54        | 55,00         | 88,50         | US 70 / NC 62 à Graham                             | I-440 / US 1 à Raleigh                                  | 1929     | |
| NC 55        | 193,00        | 310,60        | US 501 Bus. à Durham                               | Oriental Road à Oriental                                | 1930     | |
| NC 56        | 42,80         | 68,90         | Central Avenue à Butner                            | NC 58 à Castalia                                        | 1921     | |
| NC 57        | 43,20         | 69,50         | NC 86 à Hillsborough                               | NC 62 à Milton                                          | 1921     | |
| NC 58        | 176,00        | 283,20        | Parc d'état de Fort Macon près d'Atlantic Beach    | US 401 / US 158 Bus.                                    | 1921     | |
| NC 60        | 5,10          | 8,20          | SR 60 Spur à la frontière avec la Géorgie          | US 64 / US 74 près de Ranger                            | 1934     | |
| NC 61        | 19,70         | 31,70         | NC 62 près d'Alamance                              | NC 150 à Osceola                                        | 1930     | |
| NC 62        | 84,40         | 135,80        | NC 109 à Thomasville                               | SR 62 à la frontière avec la Virginie                   | 1921     | |
| NC 63        | 26,90         | 43,30         | NC 209 à Trust                                     | US 19 / US 23 / US 74A à Asheville                      | 1929     | |
| NC 65        | 49,00         | 78,90         | US 52 à Rural Hall                                 | Scales Street à Reidsville                              | 1934     | |
| NC 66        | 47,00         | 75,60         | I-40 à Horneytown                                  | NC 89 à Johnstown                                       | 1934     | |
| NC 67        | 41,30         | 66,50         | US 21 Bus. à Jonesville                            | NC 150 à Winston-Salem                                  | 1930     | |
| NC 68        | 30,80         | 49,60         | I-85 Bus. / US 29 / US 70 à Thomasville            | US 220 à Stokesdale                                     | 1930     | |
| NC 69        | 3,90          | 6,30          | SR 17 / SR 515 à la frontière avec la Géorgie      | US 64 Bus. à Hayesville                                 | 1941     | |
| NC 71        | 27,10         | 43,60         | US 74 Bus. / NC 130 à Maxton                       | US 301 près de Parkton                                  | 1928     | |
| NC 72        | 32,90         | 52,90         | NC 211 à Red Springs                               | US 74 près d'Orrum                                      | 1934     | |
| NC 73        | 118,50        | 190,70        | NC 27 à Boger City                                 | US 15 / US 501 près de Pinehurst                        | 1934     | |
| NC 74        | —             | —             | US 158 à Walkertown                                | US 421 / NC 150 à Kernersville                          | 2020     | Désigné Future I-74                                                                                 |
| NC 75        | 12,80         | 20,60         | SC 75 à la frontière avec la Caroline du Sud       | NC 200 à Monroe                                         | 1934     | |
| NC 78        | 4,60          | 7,40          | US 1 / US 15 / US 501 à Tramway                    | US 421 / NC 42 / NC 87 à Sanford                        | 1940     | |
| NC 79        | 8,70          | 14,00         | SC 79 à la frontière avec la Caroline du Sud       | US 15 / US 401 / US 501 / US 74 Bus. à Laurinburg       | 1934     | |
| NC 80        | 40,10         | 64,50         | US 70 à Pleasant Garden                            | NC 226 à Bakersville                                    | 1940     | |
| NC 79        | 4,20          | 6,80          | US 25 / NC 55 à Asheville                          | US 70 à Asheville                                       | 1934     | |
| NC 82        | 16,00         | 25,70         | US 421 à Erwin                                     | US 13 à Cooper                                          | 1934     | |
| NC 83        | 7,30          | 11,70         | SC 83 à la frontière avec la Caroline du Sud       | NC 130 à Seven Bridges                                  | 1937     | |
| NC 84        | 11,50         | 18,50         | NC 16 à Weddington                                 | NC 200 à Monroe                                         | 1938     | |
| NC 86        | 53,40         | 85,90         | US 15 / US 501 / NC 54 à Chapel Hill               | SR 86 à la frontière avec la Virginie                   | 1940     | |
| NC 87        | 236,80        | 381,10        | NC 211 à Southport                                 | SR 87 à la frontière avec la Virginie                   | 1937     | |
| NC 88        | 41,30         | 66,50         | SR 67 à la frontière avec le Tennessee             | NC 18 à Laurel Springs                                  | 1938     | |
| NC 89        | 61,10         | 98,30         | US 311 à Walnut Cove                               | SR 89 à la frontière avec la Virginie                   | 1921     | |
| NC 90        | 71,50         | 115,10        | Edgemont Road à Edgemont                           | US 21 / US 64 à Statesville                             | 1921     | |
| NC 91        | 12,20         | 19,60         | US 13 / US 258 / NC 903 à Snow Hill                | US 264 près de Walstonburg                              | 1947     | |
| NC 92        | 20,70         | 33,30         | US 264 / US 17 Bus. à Washington                   | NC 99 / NC 306 à Gaylord                                | 1926     | |
| NC 93        | 9,90          | 15,90         | SR 93 à la frontière avec la Virginie              | US 221 à Twin Oaks                                      | 1940     | |
| NC 94        | 73,30         | 118,00        | NC 45 à Swan Quarter                               | NC 32 à Edenton                                         | 1930     | |
| NC 96        | 107,00        | 172,20        | NC 55 à Newton Grove                               | SR 49 / SR 96 à la frontière avec la Virginie           | 1940     | |
| NC 97        | 64,40         | 103,60        | US 64 Bus. à Wendell                               | NC 122 à Hobgood                                        | 1961     | |
| NC 98        | 43,70         | 70,30         | US 15 Bus. / US 70 Bus. / US 501 Bus. à Durham     | US 64 Alt. / NC 231 à Spring Hope                       | 1934     | |
| NC 99        | 33,00         | 53,10         | NC 92 / NC 306 à Gaylord                           | NC 32 / NC 45 près de Plymouth                          | 1940     | |
| NC 100       | 12,00         | 19,30         | US 70 à Whitsett                                   | NC 49 / NC 54 à Burlington                              | 1934     | |
| NC 101       | 22,20         | 35,70         | US 70 à Havelock                                   | US 70 à Beaufort                                        | 1928     | |
| NC 102       | 22,30         | 35,90         | NC 903 près d'Ayden                                | US 17 près de Hackney                                   | 1921     | |
| NC 103       | 8,30          | 13,40         | US 52 Bus. / NC 89 à Mount Airy                    | SR 103 à la frontière avec la Virginie                  | 1940     | |
| NC 104       | 6.0           | 9.7           | NC 103 à Mount Airy                                | SR 773 à la frontière avec la Virginie                  | 1940     | |
| NC 105       | 17,70         | 28,50         | US 221 à Linville                                  | US 221 / US 421 / NC 194 à Boone                        | 1956     | |
| NC 106       | 11,20         | 18,00         | SR 246 à la frontière avec la Géorgie              | US 64 / NC 28 à Highlands                               | 1940     | Traverse la frontière cinq fois                                                                     |
| NC 107       | 34,80         | 56,00         | SC 107 à la frontière avec la Caroline du Sud      | US 23 Bus. à Sylva                                      | 1921     | |
| NC 108       | 22,00         | 35,40         | US 176 à Tryon                                     | US 221 / US 74 Bus. à Rutherfordton                     | 1940     | |
| NC 109       | 105,90        | 170,40        | SC 109 à la frontière avec la Caroline du Sud      | I-40 à Winston-Salem                                    | 1928     | |
| NC 110       | 5,50          | 8,90          | US 276 / NC 215 à Woodrow                          | US 19 / US 23 à Canton                                  | 1932     | |
| NC 111       | 126,20        | 203,10        | US 258 à Catherine Lake                            | NC 11 / NC 42 à Oak City                                | 1930     | |
| NC 112       | 3,60          | 5,80          | US 19 / US 23 à Asheville                          | NC 191 à Asheville                                      | 1940     | |
| NC 113       | 11,20         | 18,00         | NC 18 à Laurel Springs                             | NC 93 à Piney Creek                                     | 1964     | |
| NC 114       | 2,60          | 4,20          | I-40 près de Drexel                                | Oakland Avenue à Drexel                                 | 1930     | |
| NC 115       | 71,30         | 114,70        | US 21 à Charlotte                                  | US 421 Bus. / NC 18 / NC 268 à North Wilkesboro         | 1930     | |
| NC 116       | 4,10          | 6,60          | US 23 / US 441 près de Dillsboro                   | NC 107 à Sylva                                          | 1930     | |
| NC 118       | 18,50         | 29,80         | NC 11 à Grifton                                    | NC 43 à Vanceboro                                       | 1932     | |
| NC 119       | 42,90         | 69,00         | NC 54 à Swepsonville                               | SR 119 à la frontière avec la Virginie                  | 1940     | |
| NC 120       | 4,70          | 7,60          | US 221 à Cliffside                                 | US 74 Bus. près de Mooresboro                           | 1929     | |
| NC 121       | 13,10         | 21,10         | US 264 près de Walstonburg                         | NC 43 à Bruce                                           | 1929     | |
| NC 122       | 29,40         | 47,30         | NC 124 à Macclesfield                              | NC 125 à Hobgood                                        | 1931     | |
| NC 123       | 10,20         | 16,40         | NC 58 à Glenfield Crossroads                       | US 13 / US 258 à Lizzie                                 | 1932     | |
| NC 124       | 9,20          | 14,80         | NC 42 près de Bridgersville                        | NC 42 / NC 43 près de Cobbs Crossroads                  | 1933     | |
| NC 125       | 68,70         | 110,60        | Prison Camp Road près de Williamston               | NC 48 à Roanoke Rapids                                  | 1922     | |
| NC 126       | 23,00         | 37,00         | US 70 à Nebo                                       | NC 181 à Morganton                                      | 1940     | |
| NC 127       | 24,60         | 39,60         | NC 10 à Propst Crossroads                          | US 64 / NC 90 à Ellendale                               | 1940     | |
| NC 128       | 4,60          | 7,40          | Blue Ridge Parkway                                 | Parc d'état du mont Mitchell                            | 1947     | Plus haute route numérotée à l'est du Mississippi                                                   |
| NC 130       | 96,00         | 154,50        | US 74 Bus. / NC 71 à Maxton                        | Ocean Boulevard à Holden Beach                          | 1928     | |
| NC 131       | 24,50         | 39,40         | US 701 à Whiteville                                | NC 87 à Tar Heel                                        | 1949     | |
| NC 132       | 15,30         | 24,60         | US 117 / NC 133 à Castle Hayne                     | US 421 près de Carolina Beach                           | 1958     | |
| NC 133       | 47,40         | 76,30         | Oak Island Drive à Oak Island                      | NC 210 à Bells Crossroads                               | 1962     | |
| NC 134       | 19,10         | 30,70         | NC 24 / NC 27 / NC 109 Bus. à Troy                 | Dawson Miller Road près d'Ulah                          | 1968     | |
| NC 135       | 11,50         | 18,50         | US 220 Bus. à Mayodan                              | US 311 / NC 770 près d'Eden                             | 1967     | |
| NC 136       | 2,20          | 3,50          | US 158 près de Grandy                              | Rampe de mise à l'eau à Poplar Beach                    | 2002     | |
| NC 137       | 8,60          | 13,80         | US 13 / US 158 près de Winton                      | NC 37 à Gatesville                                      | 1973     | |
| NC 138       | 13,60         | 21,90         | NC 742 à Gatesville                                | US 52 près d'Albemarle                                  | 1937     | |
| NC 140       | 6,50          | 10,50         | US 17 près de Winnabow                             | US 74 / US 76 à Leland                                  | 2014     | Sera remplacée par l'I-140                                                                          |
| NC 141       | 8,70          | 14,00         | US 64 près de Murphy                               | US 19 / US 74 / US 129 à Marble                         | 1983     | |
| NC 142       | 9,20          | 14,80         | NC 111 à Fountain Fork                             | NC 125 / NC 903 près de Hamilton                        | 1975     | |
| NC 143       | 38,30         | 61,60         | SR 165 à la frontière avec le Tennessee            | NC 28 près de Stecoah                                   | 1979     | |
| NC 144       | 12,00         | 19,30         | Future I-74 / US 74 à Laurel Hill                  | US 401 à Wagram                                         | 2001     | |
| NC 145       | 13,60         | 21,90         | SC 145 à la frontière avec la Caroline du Sud      | US 74 près de Pee Dee                                   | 1961     | |
| NC 146       | 3,50          | 5,60          | NC 191 près d'Avery Creek                          | US 25 à Skyland                                         | 1991     | |
| NC 147       | 15,70         | 25,30         | NC 540 à Morrisville                               | I-85 à Durham                                           | 1987     | |
| NC 148       | 14,50         | 23,30         | US 70 près de Kinston                              | NC 11 près de Kinston                                   | 2009     | |
| NC 149       | 1,20          | 1,90          | US 64 à Plymouth                                   | Plymouth Pulp Mill à Plymouth                           | 1987     | |
| NC 150       | 183,20        | 294,80        | SC 150 à la frontière avec la Caroline du Sud      | US 158 près de Yanceyville                              | 1929     | |
| NC 151       | 11,83         | 19,04         | Blue Ridge Parkway                                 | US 19 / US 23 à New Candler                             | 1963     | |
| NC 152       | 25,50         | 41,00         | NC 150 à Mooresville                               | US 52 à Rockwell                                        | 1930     | |
| NC 153       | 2,90          | 4,70          | NC 152 près de Landis                              | Main Street à Landis                                    | 1930     | |
| NC 157       | 29,30         | 47,20         | I-85 / US 15 / US 70 / US 501 à Durham             | US 158 / US 501 / NC 57 à Roxboro                       | 1947     | |
| NC 159       | 7,30          | 11,70         | US 220 Alt. près de Seagrove                       | US 64 / NC 49 à Asheboro                                | 1975     | |
| NC 160       | 14,90         | 24,00         | SC 160 à la frontière avec la Caroline du Sud      | NC 49 à Charlotte                                       | 1942     | |
| NC 161       | 10,60         | 17,10         | SC 161 à la frontière avec la Caroline du Sud      | NC 274 à Bessemer City                                  | 1937     | |
| NC 162       | 7,50          | 12,10         | US 401 à Fayetteville                              | I-95 Bus. / US 301 à Hope Mills                         | 2007     | |
| NC 163       | 9,10          | 14,60         | US 221 / NC 194 à West Jefferson                   | NC 16 près de Glendale Springs                          | 1961     | |
| NC 168       | 18,30         | 29,50         | US 158 à Barco                                     | SR 168 à la frontière avec la Virginie                  | 1958     | |
| NC 171       | 17,20         | 27,70         | US 17 à Old Ford                                   | US 64 Bus. à Jamesville                                 | 1936     | |
| NC 172       | 25,20         | 40,60         | US 17 près de Holly Ridge                          | NC 24 à Starling                                        | 1940     | |
| NC 175       | 4,10          | 6,60          | SR 75 à la frontière avec la Géorgie               | US 64 près d'Elf                                        | 1967     | |
| NC 177       | 16,10         | 25,90         | SC 177 à la frontière avec la Caroline du Sud      | US 1 près de Hoffman                                    | 1961     | |
| NC 179       | 16,20         | 26,10         | SC 179 à la frontière avec la Caroline du Sud      | US 17 Bus. / NC 130 à Shallotte                         | 1979     | |
| NC 180       | 12,00         | 19,30         | NC 26 près de Patterson Springs                    | NC 18 à Shelby                                          | 1952     | |
| NC 181       | 36,20         | 58,30         | US 64 Bus. / US 70 Bus. / NC 18 à Morganton        | NC 194 à Newland                                        | 1928     | |
| NC 182       | 23,30         | 37,50         | NC 226 à Polkville                                 | NC 27 près de Lincolnton                                | 1952     | |
| NC 183       | 4,50          | 7,20          | US 221 à Linville Falls                            | NC 181 près de Jonas Ridge                              | 1930     | |
| NC 184       | 10,30         | 16,60         | NC 105 à Sugar Mountain                            | Pinnacle Ridge Road à Beech Mountain                    | 1956     | |
| NC 186       | 23,40         | 37,70         | NC 48 près de Gaston                               | SR 186 à la frontière avec la Virginie                  | 1975     | |
| NC 191       | 21,60         | 34,80         | US 25 à Hendersonville                             | US 19 / US 23 à Hendersonville                          | 1921     | |
| NC 192       | —             | —             | I-40 à Winston-Salem                               | I-74 à Union Cross                                      | proposée | |
| NC 194       | 85,40         | 137,40        | US 19E à Ingalls                                   | Rugby Road à la frontière avec la Virginie              | 1921     | |
| NC 197       | 65,00         | 104,60        | Future I-26 / US 19 / US 23 près de Flat Creek     | SR 395 à la frontière avec le Tennessee                 | 1921     | |
| NC 198       | 4,30          | 6,90          | SC 198 à la frontière avec la Caroline du Sud      | NC 180 près de Patterson Springs                        | 1952     | |
| NC 200       | 50,10         | 80,60         | SC 200 à la frontière avec la Caroline du Sud      | US 601 près de Concord                                  | 1930     | |
| NC 205       | 22,00         | 35,40         | US 74 à Marshville                                 | NC 24 / NC 27 à Red Cross                               | 1934     | |
| NC 207       | 13,00         | 20,90         | SC 207 à la frontière avec la Caroline du Sud      | US 74 / US 601 / NC 200 à Monroe                        | 1948     | |
| NC 208       | 9,10          | 14,60         | US 25 / US 70 à Hurricane                          | SR 70 à la frontière avec le Tennessee                  | 1921     | |
| NC 209       | 36,60         | 58,90         | US 19 / US 23 / US 74 à Lake Junaluska             | US 25 / US 70 à Hot Springs                             | 1921     | |
| NC 210       | 195,00        | 313,80        | US 17 à Sneads Ferry                               | US 70 Bus. à Smithfield                                 | 1931     | |
| NC 211       | 162,50        | 261,50        | US 421 à Fort Fisher                               | US 220 Alt. / NC 731 à Candor                           | 1921     | |
| NC 212       | 14,20         | 22,90         | NC 208 à Belva                                     | SR 352 à la frontière avec le Tennessee                 | 1926     | |
| NC 213       | 14,90         | 24,00         | Walnut Drive à Walnut                              | Future I-26 / US 19 / US 23 à Mars Hill                 | 1928     | |
| NC 214       | 17,00         | 27,36         | US 74 Bus. / US 76 Bus. près de Whiteville         | US 74 / US 76 près de Bolton                            | 1933     | |
| NC 215       | 29,00         | 46,70         | US 64 près de Rosman                               | I-40 / US 74 à Canton                                   | 1967     | |
| NC 216       | 15,70         | 25,30         | SC 216 à la frontière avec la Caroline du Sud      | NC 274 près de Tryon                                    | 1930     | |
| NC 217       | 9,80          | 15,80         | US 401 près de Linden                              | US 421 / NC 55 à Erwin                                  | 1933     | |
| NC 218       | 31,60         | 50,90         | NC 51 à Mint Hill                                  | US 74 à Polkton                                         | 1935     | |
| NC 222       | 57,80         | 93,00         | NC 231 près d'Emit                                 | NC 33 près de Belvoir                                   | 1934     | |
| NC 225       | 10,60         | 17,10         | US 25 près de Tuxedo                               | US 25 Bus. / US 176 à Hendersonville                    | 1997     | |
| NC 226       | 101,00        | 162,50        | US 29 à Grover                                     | SR 107 à la frontière avec le Tennessee                 | 1961     | |
| NC 231       | 25,40         | 40,90         | US 64 Bus. à Wendell                               | US 64 Alt. / NC 98 près de Spring Hope                  | 1935     | |
| NC 241       | 9,40          | 15,10         | NC 24 / NC 41 / NC 111 à Beulaville                | NC 11 à Pink Hill                                       | 1971     | |
| NC 242       | 94,20         | 151,60        | US 76 à Cerro Gordo                                | I-40 près de Benson                                     | 1930     | |
| NC 251       | 17,50         | 28,20         | Future I-26 / US 19 / US 23 / US 70 à Asheville    | US 25 / US 70 près de Marshall                          | 1980     | |
| NC 261       | 12,80         | 20,60         | NC 226 à Bakersville                               | SR 143 à la frontière avec le Tennessee                 | 1952     | |
| NC 268       | 90,30         | 145,30        | US 321 près de Happy Valley                        | NC 89 près de Moores Springs                            | 1921     | |
| NC 273       | 18,80         | 30,30         | NC 279 près de Belmont                             | NC 16 Bus. à Lucia                                      | 1930     | |
| NC 274       | 37,10         | 59,70         | SC 274 à la frontière avec la Caroline du Sud      | NC 27 à Hulls Crossroads                                | 1930     | |
| NC 274       | 10,70         | 17,20         | NC 274 près de Bessemer City                       | NC 27 à Stanley                                         | 1930     | |
| NC 279       | 28,60         | 46,00         | NC 150 à Cherryville                               | Pole Branch Road à la frontière avec la Caroline du Sud | 1979     | |
| NC 280       | 18,20         | 29,30         | US 64 / US 276 à Brevard                           | US 25 à Arden                                           | 1931     | |
| NC 281       | 36,60         | 58,90         | SC 130 à la frontière avec la Caroline du Sud      | NC 107 à Tuckasegee                                     | 1930     | |
| NC 294       | 13,30         | 21,40         | SR 123 à la frontière avec le Tennessee            | US 64 / US 74 près de Ranger                            | 1931     | |
| NC 295       | 5,70          | 9,20          | Parkton Road à Parkton                             | Black Ridge Road à Hope Mills                           | 2022     | Numérotation temporaire de l'I-295                                                                  |
| NC 304       | 15,20         | 24,50         | NC 55 à Bayboro                                    | Hobucken School Road à Hobucken                         | 1923     | |
| NC 305       | 44,70         | 71,90         | US 13 à Windsor                                    | NC 55 à Bayboro                                         | 1921     | |
| NC 306       | 45,30         | 72,90         | NC 101 à Havelock                                  | NC 92 / NC 99 à Gaylord                                 | 1930     | |
| NC 307       | 1,40          | 2,30          | NC 304 à Hollyville                                | First Street à Vandemere                                | 1930     | |
| NC 308       | 52,90         | 85,10         | US 258 / NC 561 à Rich Square                      | NC 32 à Pleasant Grove                                  | 1933     | |
| NC 343       | 25,50         | 41,00         | Wharf Road à Old Trap                              | US 17 à South Mills                                     | 1930     | |
| NC 344       | 21,00         | 33,80         | Weeks Drive à Glen Cove                            | US 17 Byp. à Elizabeth City                             | 2006     | |
| NC 345       | 4,90          | 7,90          | Thicket Lump Drive à Wanchese                      | US 64 à Manteo                                          | 1921     | |
| NC 381       | 10,60         | 17,10         | SC 381 à la frontière avec la Caroline du Sud      | US 74 Bus. à Hamlet                                     | 1940     | |
| NC 400       | 0,60          | 0,97          | US 64 à Manteo                                     | Roanoke Island Festival Park à Manteo                   | 1985     | Plus courte route d'état                                                                            |
| NC 403       | 25,70         | 41,40         | US 701 Bus. à Clinton                              | NC 55 à Williams                                        | 1932     | |
| NC 410       | 39,60         | 63,70         | SC 410 à la frontière avec la Caroline du Sud      | NC 87 à Dublin                                          | 1936     | |
| NC 411       | 28,00         | 45,10         | NC 242 près de Roseboro                            | US 421 / NC 41 à Harrells                               | 1937     | |
| NC 417       | 3,55          | 5,71          | US 17 à Wilmington                                 | NC 140 à Kirkland                                       | 2023     | Désignation temporaire de la US 17 Byp.                                                             |
| NC 452       | —             | —             | US 158 près de Clemmons                            | NC 74 (Future I-74) / US 52 à Bethania                  | proposée | Désignée en 1999 pour le segment ouest de la Winston-Salem Northern Beltway; sera renumérotée I-274 |
| NC 461       | 19,10         | 30,70         | NC 561 à Saint John                                | Nucor Steel près de Cofield                             | 1964     | |
| NC 481       | 21,00         | 33,80         | NC 4 / NC 48 à Glenview                            | NC 561 à Tillery                                        | 1937     | |
| NC 522       | 5,84          | 9,40          | SC 522 à la frontière avec la Caroline du Sud      | NC 200 à Roughedge                                      | 1951     | |
| NC 540       | 16,40         | 26,40         | NC 55 Byp. à Apex                                  | I-40 / I-540 près de Morrisville                        | 2008     | |
| NC 561       | 101,00        | 162,50        | US 401 / NC 39 à Louisburg                         | NC 45 à Harrellsville                                   | 1925     | |
| NC 581       | 71,80         | 115,60        | NC 111 à Goldsboro                                 | US 401 / NC 39 / NC 56 à Louisburg                      | 1933     | |
| NC 610       | 2,10          | 3,40          | Main Street à High Point                           | NC 62 près d'Archdale                                   | 1930     | |
| NC 615       | 14,70         | 23,70         | Princess Anne Road à la frontière avec la Virginie | NC 168 à Currituck                                      | 1963     | |
| NC 690       | 19,30         | 31,10         | US 1 Bus. à Vass                                   | NC 24 / NC 87 à Spring Lake                             | 1999     | |
| NC 694       | 6,30          | 10,10         | US 70 / US 74A à Asheville                         | Blue Ridge Parkway                                      | 1932     | |
| NC 700       | 18,80         | 30,30         | NC 14 / NC 87 / NC 770 à Eden                      | US 29 à Pelham                                          | 1934     | |
| NC 704       | 38,70         | 62,30         | NC 89 près de Francisco                            | NC 65 près de Wentworth                                 | 1930     | |
| NC 705       | 26,00         | 41,80         | NC 211 près d'Eagle Springs                        | I-73 / I-74 / US 220 près de Seagrove                   | 1932     | |
| NC 710       | 20,40         | 32,80         | NC 211 à Red Springs                               | US 501 / NC 130 près de Rowland                         | 1935     | |
| NC 711       | 11,70         | 18,80         | I-95 / US 301 / NC 72 à Lumberton                  | NC 72 à Pembroke                                        | 1952     | |
| NC 731       | 25,90         | 41,70         | US 52 près de Norwood                              | US 220 Alt. /NC 211 à Candor                            | 1936     | |
| NC 740       | 12,80         | 20,60         | NC 24 / NC 27 / NC 73 à Albemarle                  | US 52 à New London                                      | 1930     | |
| NC 742       | 35,90         | 57,80         | SC 742 à la frontière avec la Caroline du Sud      | NC 205 à Oakboro                                        | 1936     | |
| NC 751       | 23,80         | 38,30         | US 64 près d'Apex                                  | US 70                                                   | 1930     | |
| NC 770       | 29,20         | 47,00         | NC 704 près de Sandy Ridge                         | US 311 à la frontière avec la Virginie                  | 1930     | |
| NC 772       | 10,30         | 16,60         | US 311 près de Pine Hall                           | NC 704 prèsde Prestonville                              | 1933     | |
| NC 801       | 53,90         | 86,70         | NC 152 à Mooresville                               | US 601 près de Farmington                               | 1928     | |
| NC 901       | 19,00         | 30,60         | US 64 près de Calahaln                             | NC 115 près de New Hope                                 | 1930     | |
| NC 902       | 24,90         | 40,10         | NC 22 / NC 42 près de Bennett                      | US 64 Bus. / NC 87 à Pittsboro                          | 1930     | |
| NC 903       | 200,00        | 321,90        | NC 411 près de Garland                             | SR 903 à la frontière avec la Virginie                  | 1934     | |
| NC 904       | 67,50         | 108,60        | NC 130 à Five Forks                                | First Street à Ocean Isle Beach                         | 1937     | |
| NC 905       | 20,90         | 33,60         | SC 905 à la frontière avec la Caroline du Sud      | NC 130 à Pleasant Plains                                | 1958     | |
| NC 906       | 12,40         | 20,00         | Beach Drive à Oak Island                           | US 17 près de Bolivia                                   | 2016     | |
| - Non-ouvert |               |               |                                                    |                                                         |          | |